# Olympische Sommerspiele 1984/Moderner Fünfkampf
Bei den XXIII. Olympischen Sommerspielen 1984 in Los Angeles fanden zwei Wettbewerbe im Modernen Fünfkampf statt.

## Medaillenspiegel
| Platz | Land               | Gold | Silber | Bronze | Gesamt |
| ----- | ------------------ | ---- | ------ | ------ | ------ |
| 1     | Italien            | 2    | –      | 1      | 3      |
| 2     | Schweden           | –    | 1      | –      | 1      |
| 2     | Vereinigte Staaten | –    | 1      | –      | 1      |
| 4     | Frankreich         | –    | –      | 1      | 1      |

## Zeitplan
| Datum     | Sportart                | Wettkampfstätte                             |
| --------- | ----------------------- | ------------------------------------------- |
| 29. Juli  | Geländeritt             | Coto de Caza                                |
| 30. Juli  | Degenfechten            | Coto de Caza                                |
| 31. Juli  | 300 m Freistilschwimmen | William Woolett Jr. Aquatics Center, Irvine |
| 1. August | Pistolenschießen        | Coto de Caza                                |
| 1. August | 4000 m Crosslauf        | Coto de Caza                                |

## Ergebnisse

### Einzel
| Platz | Land | Sportler         | Punkte |
| ----- | ---- | ---------------- | ------ |
| 1     | ITA  | Daniele Masala   | 5469   |
| 2     | SWE  | Svante Rasmuson  | 5456   |
| 3     | ITA  | Carlo Massullo   | 5406   |
| 4     | GBR  | Richard Phelps   | 5391   |
| 5     | USA  | Michael Storm    | 5325   |
| 6     | FRA  | Paul Four        | 5287   |
| 7     | MEX  | Ivar Sisniega    | 5282   |
| 8     | ESP  | Jorge Quesada    | 5281   |
| 9     | FIN  | Pasi Hulkkonen   | 5193   |
| 10    | FRA  | Didier Boubé     | 5186   |
|       |      |                  |        |
| 12    | SUI  | Andy Jung        | 5163   |
| 14    | FRG  | Achim Bellmann   | 5114   |
| 16    | SUI  | Peter Steinmann  | 5104   |
| 19    | SUI  | Peter Minder     | 5076   |
| 21    | FRG  | Michael Rehbein  | 5021   |
| 27    | FRG  | Christian Sandow | 4893   |
| 32    | AUT  | Michael Billwein | 4760   |
| 52    | AUT  | Ingo Peirits     | 3682   |
| 53    | AUT  | Horst Stocker    | 3432   |

Datum: 29. Juli bis 1. August 1984

53 Teilnehmer aus 18 Ländern

### Mannschaft
| Platz | Land | Sportler                                                      | Punkte |
| ----- | ---- | ------------------------------------------------------------- | ------ |
| 1     | ITA  | Pierpaolo Cristofori, Daniele Masala, Carlo Massullo          | 16.060 |
| 2     | USA  | Dean Glenesk, Greg Losey, Michael Storm                       | 15.568 |
| 3     | FRA  | Didier Boubé, Joël Bouzou, Paul Four                          | 15.565 |
| 4     | SUI  | Andy Jung, Peter Minder, Peter Steinmann                      | 15.343 |
| 5     | MEX  | Marcelo Hoyo, Ivar Sisniega, Alejandro Yrizar                 | 15.283 |
| 6     | FRG  | Achim Bellmann, Michael Rehbein, Christian Sandow             | 15.028 |
| 7     | GBR  | Michael Mumford, Richard Phelps, Stephen Sowerby              | 14.984 |
| 8     | ESP  | Eduardo Burguete, Federico Galera, Jorge Quesada              | 14.891 |
| 9     | FIN  | Pasi Hulkkonen, Jorma Korpela, Jussi Pelli                    | 14.827 |
| 10    | SWE  | Martin Lamprecht, Roderick Martin, Svante Rasmuson            | 14.464 |
| 11    | JPN  | Daizō Araki, Hiroyuki Kawazoe, Shōji Uchida                   | 13.920 |
| 12    | EGY  | Samy Awad, Ihab El-Lebedy, Ahmed Nasser                       | 13.908 |
| 13    | BRN  | Abdul Rahman Jassim, Nabeel Saleh Mubarak, Saleh Sultan Faraj | 13.866 |
| 14    | AUS  | Daniel Esposito, Matthew Spies, Alex Watson                   | 13.839 |
| 15    | KOR  | Jeong Gyeong-hun, Gang Gyeong-hyo, Kim Il                     | 13.246 |
| 16    | POR  | Manuel Barroso, Roberto Durão, Luís Monteiro                  | 12.738 |
| 17    | AUT  | Michael Billwein, Ingo Peirits, Horst Stocker                 | 11.873 |

Datum: 29. Juli bis 1. August 1984

51 Teilnehmer aus 17 Ländern, alle Teams in der Wertung